# Петерсон, Борис Леонидович
Петерсон, Борис Леонидович (1874 — ?) — депутат II Государственной думы от Костромской губернии.

## Биография

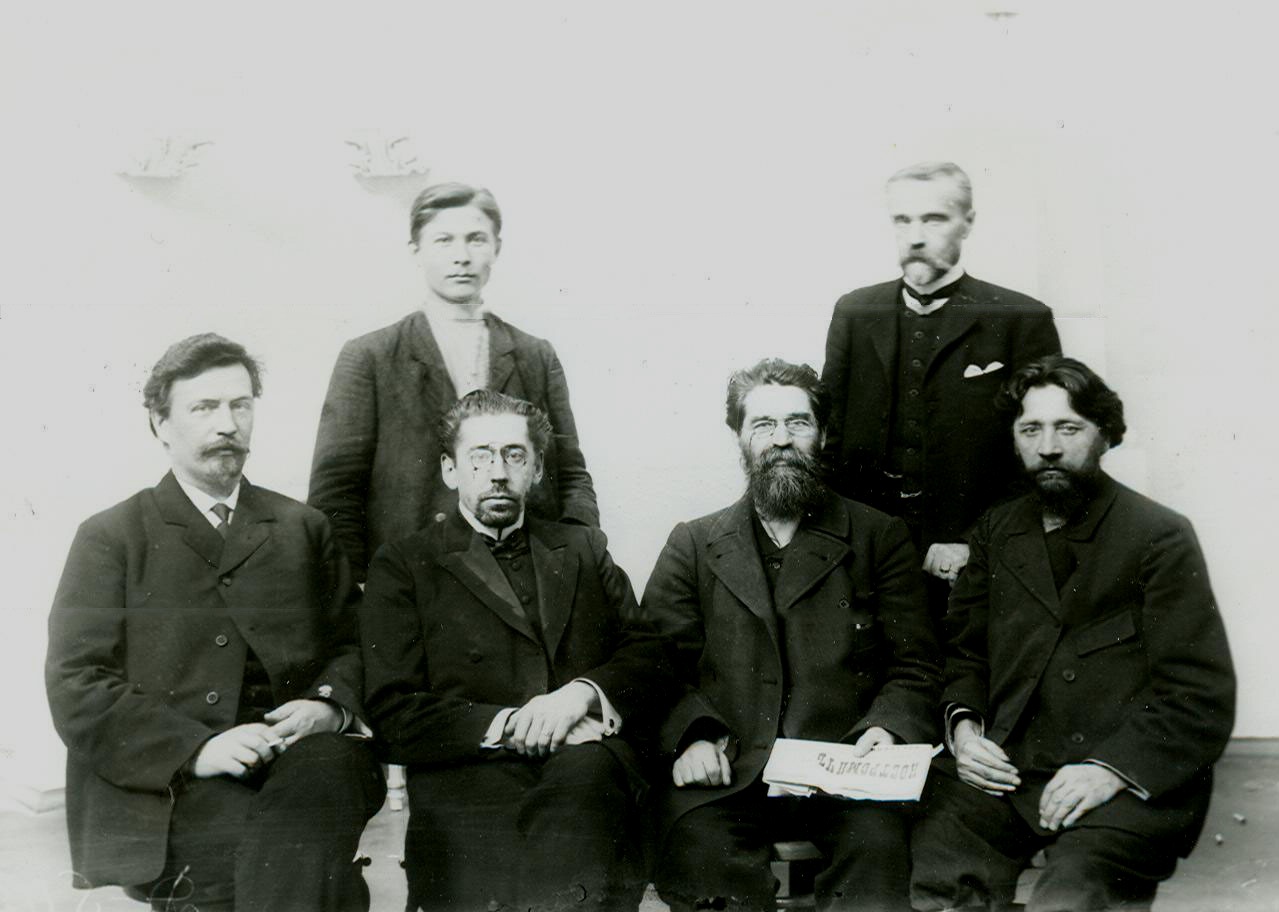
Депутаты Государственной Думы II созыва от Костромской губернии. Стоят:
А. В. Калинин, А. В. Перелешин; сидят: П. Е. Юницкий, Б. Л. Петерсон, Н. Е. Антонов, Ф. И. Галунов

Сын коллежского секретаря Леонида Петерсона. Род Петерсонов внесён в третью часть Указателя дворянских родов Костромской губернии.
До избрания в Государственную думу был председателем ветлужской уездной земской управы Костромской губернии. Крупный землевладелец в Ветлужском уезде Костромской губернии. По состоянию на 1911 год владел 5418 десятинами земли в Шангкско-Городищенской волости.
Состоял членом партии Конституционных демократов, но позднее вышел из её состава.
10 февраля 1907 года был избран в Государственную думу II созыва от общего состава выборщиков Костромского губернского избирательного собрания. Входил в группу Народных социалистов. Секретарь 9-го отдела Думы. Член комиссий: по исполнению государственной росписи доходов и расходов, по местному управлению и самоуправлению.
После роспуска Думы продолжил общественную деятельность. С 1914 года он старшина, а в 1916 году — старшина-распорядитель и казначей Общественного собрания г. Ветлуги, а также казначей Ветлужского попечения о бедных. Дальнейшая судьба неизвестна.

### Рекомендуемые источники
- Сборник постановлений Ветлужского уездного земского собрания очередной сессии с 10 по 21 ноября 1907 год и чрезвычайной сессии 20 и 21 февраля 1908. Ветлуга, 1908. Часть 2.
- Государственный архив Костромской области. Фонд 340. Опись 6. Дело 815. Лист 1-6;
- Российский государственный исторический архив. Фонд 1278. Опись 1 (2-й созыв). Дело 327; Дело 574. Лист 21, 22.